# Szojuz TM–29
A Szojuz TM–29 a Szojuz–TM sorozatú orosz háromszemélyes szállító űrhajó űrrepülése volt 1999-ben. Csatlakozását követően a mentőűrhajó szerepét látta el. A 38. személyzetes űrhajó a Mir űrállomáson.

## Küldetés
Feladata nemzetközi kutatószemélyzet szállítása a Mir űrállomásra.

## Jellemzői
1999. február 20-án a bajkonuri űrrepülőtér indítóállomásról egy Szojuz–U juttatta Föld körüli, közeli körpályára. Az űrhajó tömege 7150 kg, teljes hossza 6,98 m, maximális átmérője 2,72 méter. Önálló repüléssel 14 napra, az űrállomáshoz csatolva 6 hónapra tervezték szolgálatát. Február 22-én az űrállomást automatikus vezérléssel megközelítette, majd sikeresen dokkolt. 
Ez volt az első alkalom, hogy az űrhajósok három különböző országból származtak. Önálló és egymáshoz kapcsolódó kutatási feladatot látott el Ivan Bella, az első szlovák, valamint Jean-Pierre Haigneré francia űrhajós. A kutatáshoz szükséges utánpótlási és kísérleti anyagokat, eszközöket a teherűrhajók (M–41, M–42) szállították. Jean-Pierre Haigneré űrhajós űrsétája során (kutatás, szerelés) kézi indítással pályára állította a Szputnyik–99 rádióamatőr műholdat.
1999. augusztus 28-án hagyományos visszatéréssel, Arkalik (kazakul: Арқалық) városától mintegy 70 kilométerre ért Földet.

## Személyzet
(zárójelben az űrrepülések száma)

### Indításkor
- Viktor Mihajlovics Afanaszjev (3)
- Jean-Pierre Haigneré (2) – Franciaország
- Ivan Bella (1) – Szlovákia

### Leszálláskor
- Viktor Mihajlovics Afanaszjev (3)
- Szergej Vasziljevics Avgyejev (3)
- Jean-Pierre Haigneré (2)

### Tartalék személyzet
- Szalizsan Sakirovics Saripov parancsnok
- Claudie Haigneré – francia
- Michal Fulier – szlovák